# 陽明病
伝統中国医学における陽明病（ようめいびょう）は、三陰三陽病の一つで太陽病を過ぎて起こる外感性疾病。六経病では陽明経病である。傷寒論では、「陽明の病たる、胃家実是なり」といわれ発病後八～九日以上を経た陽病の極期で、体温が高く、全身くまなく熱感に満ち、潮熱、腹実満、便秘、舌苔黄、脈沈などの症候を現わす時期の病態である。